# Бейрес
Бейрес (ісп. Beires) — муніципалітет в Іспанії, у складі автономної спільноти Андалусія, у провінції Альмерія. Населення — 121 особа (2010).
Муніципалітет розташований на відстані близько 390 км на південь від Мадрида, 34 км на північний захід від Альмерії.

## Демографія
Динаміка населення (INE ):